# Joseph Doll
Joseph Doll (Baviera (Alemanya), i mort a Nàpols (Itàlia), l'agost de 1774) és un organista, compositor i professor alemany. A Itàlia era conegut com Giuseppe Dol.
Amb l'ajuda del cardenal Spinelli, Joseph Doll va ser admès el 15 de desembre de 1736 al "Conservatoire dei Poveri di Gesù Cristo" de Nàpols, on va estudiar amb Francesco Durante i Francesco Feo. El 1749, va escriure la cantata Per la solenne esposizione del santissimo sagramento, amb un text del cardenal Giuseppe Ercolani. El 1755, esdevingué el segon mestre del "Conservatori de Sant'Onofrio de Porta Capuana", al costat de Carlo Cotumacci. El 1757 també va ser nomenat organista segon de la Capella del Tresor de la catedral de Nàpols. El 1770 va conèixer el jove Mozart a Nàpols.
Doll és l'únic músic no italià que es va convertir en mestre d'un dels conservatoris napolitans.